# Mark McGwire
Mark David McGwire (Pomona, California, 1 de octubre de 1963) apodado "Big Mac" es un jugador retirado de béisbol estadounidense, logró su primer éxito en los Juegos Olímpicos celebrados en Los Ángeles en 1984 (en los que consiguió la medalla de plata con la selección de su país).
Disputó las Ligas Menores hasta 1987, cuando fue seleccionado en el draft de las Grandes Ligas por los Oakland Athletics, donde fue compañero de José Canseco. Ese mismo año fue elegido Novato del Año, gracias en buena parte a los 49 jonrones que consiguió durante la temporada. Actualmente ejerce como entrenador de banca para San Diego Padres de la Major League Baseball (MLB). Como primera base su carrera se extendió desde 1986 al 2001 mientras jugaba con los Oakland Athletics y con St. Louis Cardinals. Por su calidad llamó la atención en 1987 como novato con los Athletics donde dio 33 jonrones antes del Juego de Estrellas, siendo uno de los líderes en las ligas mayores en jonrones ese año con 49, qu constituye un récord para su temporada de novato. Apareció en seis juegos de Estrellas de 1987 a 1992 teniendo después una breve declinación en su carrera provocado por las lesiones. Otra racha de seis juegos de Estrellas consecutivos aparecieron entre 1995 y 2001. Cada temporada de 1996 a 1999, fue otra vez el líder de las ligas mayores en jonrones. 
En 1998, protagonizó uno de los récords más celebrados en la historia de las Grandes Ligas de este deporte al conseguir en una misma temporada 70 home runs, con lo cual rompía el récord de Roger Maris de 61 jonrones en la campaña de 1961 vistiendo la franela de St Louis Cardinals. Tres años después, Barry Bonds superó ese récord de jonrones con 73, récord que persiste hasta la actualidad. McGwire también fue líder en la liga en carreras impulsadas, dos veces en bases por bolas y con porcentaje en base, y cuatro bases en el porcentaje de slugging. Las lesiones lo afectaron en forma importante en la temporada 2000 y 2001 antes de que estos factores lo hicieran retirarse. Finalizó con 583 jonrones, ocupando el quinto en la lista de todos los tiempos en el momento de su retiro.
McGwire conectó 583 jonrones en solo 6187 turnos, gracias a lo cual posee una frecuencia jonronera de 10,61 turnos por cada jonrón, lo que lo ubica como el mejor de la historia en ese aspecto. (Babe Ruth es segundo con 11,.76). Tuvo la distinción de ser el jugador que llegó más rápidamente a los 500 jonrones, en solo 5 487 veces al bat. Es tan alta esa frecuencia, que si McGwire hubiese agotado los turnos de Barry Bonds (9847 turnos), la proyección sería de haber conectado 928 jonrones.    
En 1989 ganó el título de las World Series con Oakland y un año más tarde se convirtió en el primer jugador que lograba más de 30 jonrones en cada una de sus cuatro primeras campañas como profesional. En 1993 y en 1994 las lesiones mermaron mucho su rendimiento pero, pese a ello, en 1996 superó la cifra de 300 home runs. Hasta ese momento, cuando llevaba 10 años como profesional, había disputado ocho partidos de las estrellas y conseguido 50 home runs en 390 turnos al bate, mejorando una legendaria marca de Babe Ruth. 
En el año 2010, justo antes de empezar su cargo como hitting coach de los Cardinals, McGwire confesó haber consumido esteroides durante los años 90, como una solución a los continuos problemas de salud que lo aquejaron durante esa época. Sin embargo, más allá de haber confesado se cree que es una medida para influir en su posterior nominación al salón de la fama.
En 1997 fue adquirido por los St. Louis Cardinals y en 1998 logró la hazaña más notable de su carrera: bateó el récord de home runs conseguidos en una sola temporada al anotar 70, tras una dura competencia con el dominicano Sammy Sosa. El anterior récord estaba en poder de Roger Maris (con 61) y databa de 1961. 
Sin embargo, después de lograr el récord, reconoció haber consumido esteroides anabolizantes, sustancia prohibida por el Comité Olímpico Internacional (COI), pero que no se controlaba en la época por las Grandes Ligas de Béisbol. Finalizada la temporada de 2001 (en la que su récord de home runs en un año fue superado por Barry Bonds) decidió poner fin a su carrera.
McGwire aparece en la serie de dibujos animados Los Simpson, en concreto en el capítulo titulado Brother's Little Helper de la undécima temporada. También aparece brevemente en el episodio Up the Down Steroid de la serie South Park donde se satiriza su confeso uso de esteroides.

## Años de infancia
McGwire nació en Pomona, California. Su padre era dentista. Asistió al Damien High School en La Verne, California, donde jugaba béisbol, golf y basquetbol. Jugó béisbol en la University of Southern California (donde fue compañero de Randy Johnson) bajo las órdenes del entrenador Rod Dedeaux.

## Carrera como jugador: Oakland Athletics (1984-1997)
Después de tres años en Southern California y de haber participado en 1984 en el equipo olímpico de béisbol de los Estados Unidos, fue seleccionado por los Athletics en el décimo draf de béisbol de las Ligas Mayores en 1984. En un corto entrenamiento, McGwire debutó en las ligas mayores en agosto de 1986, dando tres jonrones y nueve carreras impulsadas en 18 juegos.

### Récord de jonrones de un novato y líder en las ligas mayores
Teniendo su estatus de novato en 1987, McGwire fue el centro de atención en el béisbol, por sus jonrones. Dio cuatro en el mes de abril, pero siguiendo en mayo con 15 y otros nueve en junio. Antes de la interrupción por el Juego de Estrellas, tenía 33 jonrones y era una de las estrellas de la Liga Americana en el equipo de Estrellas. El 11 de agosto, rompió el récord de Al Rosen como novato al dar su jonrón 37. Tres días después McGwire rompía el récord de 38 jonrones que tenían en conjunto Frank Robinson y Wally Berger. En septiembre, McGwire dio nueve jonrones más teniendo un promedio de bateo personal mensual de .351 con .419 en porcentaje en base y once dobles. Con 49 jonrones y dos juegos por jugarse en la temporada regular, tenía la oportunidad de dar 50 jonrones pero no jugó por el nacimiento de su primer hijo. McGwire también totalizó 118 carreras baten .289 para producir carrera, 97 carreras anotadas, 28 dobles y .618 de porcentaje de slugging y de .370 de porcentaje con hombre en base.
No solo fue el líder de jonrones en la Liga Americana en 1987, pero empató como líder en las ligas mayores con el jardinero derecho de Chicago Cubs, Andre Dawson. McGwire también fue líder en las ligas mayores en slugging, finalizando segundo en la liga Americana. (OPS 164) con un total de bases (344) tercero en carreras impulsadas y con hombres en base (.987) Fue elegido en forma unánime para novato del año y finalizó sexto para jugador más valioso en la liga Americana.

### Más apariciones en Juegos de Estrellas (1988-1991)
De 1988 a 1990, McGwire dio 32, 33 y 39 jonrones, respectivamente, siendo el primer beisbolista de Ligas Mayores en dar más de 30 jonrones en cada una de sus primeras cuatro temporadas. El 3 y 4 de julio de 1988, sus jonrones hicieron ganar el juego en el 16° inning de ambos juegos. En mayo de 2009, McGwire estaba empatado en el tercer lugar de todos los tiempos con Joe DiMaggio en jonrones en sus primeros dos años en las ligas mayores, detrás de Chuck Klein y Ryan Braun.
El jonrón más famoso de McGwire con los Athletics (A's) cuando dio jonrón ganador de juego en el cierre del noveno inning en el juego número 3 de la Serie Mundial, contra Los Angeles Dodgers contra el antiguo cerrador de los Athetics Jay Howell. McGwire dio la única victoria en la Serie Mundial de 1988, la cual perderían en cinco juegos. Por lo tanto, Big Mac y su miembro Bash Brother (hermano tronquero) José Canseco, jugaron una gran parte en el campeonato de 1989 cuando derrotaron a San Francisco Giants en la famosa Serie Mundial del terremoto.
Trabajando en forma eficaz en su defensiva en la primera base, McGwire empezó a ser un jugar de dimensión. Fue una garantía como un buen fildeador en sus primeros años, cuando ganó un Gold Glove Award (premio de guante de oro) en 1990 el único que perdió el legendaria primera base de New York Yankees Don Mattingly quién lo ganó de 1985 a 1994. Años después su movilidad disminuyó y por lo tanto su defensiva.
McGwire tuvo promedios de bateo después de su temporada de novato de .260, .231 y .235 de 1988 a 1990. En 1991 llegó a tener un promedio de bateo de .201 y 22 jonrones. El mánager Tony La Russa, le dijo al final del juego de esa temporada, que su promedio de bateo no debería de bajar de .200. Después de estos promedios de bateo bajos durante esa época de su carrera, su elevado total de bases por bolas le darían un aceptable porcentaje. De hecho, cuando daba de hit subía su OPS, solo lo justo del promedio de la liga.
McGwire durante una entrevista realizada por Sports Illustrated en 1991, fue su "peor año" de su vida, con problemas en su matrimonio que afectaron su desempeño en el campo, y que "no dejaba el peso" en la temporada. Con todo ello, McGwire se dedicó a trabajar, recibiendo terapia visual por un especialista en visión deportiva

### Resurgimiento de su carrera (1992-1997)
El "new look" de McGwire fue cuando dio 42 jonrones y bateo .268 en 1992, con un promedio en OPS de 175 (el más alto de su carrera en ese rublo), participando en el derbi de jonrones en 1992 previo al Juego de Estrellas. Su desempeño impulsó a los A's al título de la Liga Americana en la División del Oeste en 1992, su cuarto en cinco temporadas. Los A's perdieron en los playoff con el que sería el campeón de la Serie Mundial, Toronto Blue Jays.
Lesiones en los pies limitaron a McGwire a un total de 74 juegos en 1993 y 1994 y solo dio 9 jonrones en cada una se esas dos temporadas. Jugó solo 104 en 1995, pero sus totales proporcionales fueron impresionantes: 39 jonrones en 317 turnos al bate. En 1996 sería líder en jonrones en las ligas mayores con 52 jonrones en 423 turnos al bate. Su promedio de bateo aumentó a .312 y fue líder en ambas ligas en porcentaje de slugging y con hombres en base.
El total de 363 jonrones de McGwire con los Athletics es récord de la franquicia. Fue seleccionado mediante votación uno de los nueve jugadores de la Liga Americana en los equipos de estrellas mientras jugó con los A´s, incluidas sus 6 apariciones consecutivas de 1987 a 1992, Fue uno de los cuatro jugadores en botar la pelota por el tejado del jardín izquierdo del Tiger Stadium, casa de Detroit Tigers.

### St. Louis Cardinals (1997–2001)
McGwire tenía el 31 de julio acumulados 34 jonrones en este punto de la temporada en 1997. McGwire fue negociado de Oakland Athletics a St. Louis Cardinals, siendo el tercer miembro en jugar dos temporadas al irse de Oaklanda a St, Louis (después de La Russa y el cerrador Dennis Eckerley. Después de jugar dos tercios de la temporada en la Liga Americana, finalizó noveno en jonrones. Con 24 jonrones más dejó su huella en los Cardinals. McGwire lidereo las mayores con 58 jonrones en 1997. También terminó en el tercer lugar en promedio de slugging con .646 y cuarto en OPS con 1 039, quinto en OPS con 170, décimo en carreras producidas y noveno en bases por bolas (101). Ocupó el lugar 16 en la votación de MVP (Jugador más Valioso) de la Liga Nacional.
Este fue su último año de contrato, y se especuló que McGwire podría jugar con los Cardinals el resto de la temporada, con un largo contrato posiblemente en el Sur de California, donde el vivía. Pero McGwire firmó contrato con St. Louis y se quedó en esa ciudad. También se creyó que McGwire al encontrarse más tarde con Jim Edmonds, otro residente del Sur de California quién fue negociado a St. Louis procedente de la agencia libre, firmó un contrato con los Cardinals en el 2000.

### La persecución del récord de jonrones durante la temporada 1998
Conforme iba progresando la temporada de 1998, estaba claro que McGwire, Ken Griffey Jr. jardinero de los Seattle Mariners y el jardinero Sammy Sosa de Chicago Cubs, todos ellos podrían romper el récord de jonrones de Roger Maris en esa temporada. La carrera por romper el récord de jonrones fue el principal atractivo en esa temporada, dado que frecuentmente había cambios en los líderes de jonrones. El 19 de agosto, Sosa dio su jonrón número 48 quedando arriba de McGwire, pero más tarde daría su jonrón 48 y 49 con lo cual recuperaría el liderato.
El 8 de septiembre de 1998, McGwire dio su jonrón 62 a un lanzamiento de Steve Trachsel pitcher de los Cubs, un batazo sobre la barda del jardín izquierdo con lo cual se rompía el récord de Roger Maris, iniciándose las masivas celebraciones en Busch Stadium casa de los Cardinals. Pero el juego fue ganado por los Cubs, y Sosa fue a felicitar personalmente a McGwire por su logro. Miembros de la familia de Maris, estaban presentes en el juego. La pelota estuvo perdida hasta que fue entregada a McGwire en una ceremonia en el campo por un trabajador del estadio quién la encontró. 
Finalizó la temporada de 1998 con 70 jonrones (incluidos cinco en los últimos tres juegos), quedando cuatro jonrones arriba de Sosa quién dio 66 jonrones. Pero este récord sería roto tres temporadas más tarde, en el 2001 por Barry Bonds de San Francisco Giants, con 73 jonrones récord que permanece vigente hasta el momento actual.
McGwire fue homenajeado con el premio inaugural de Babe Ruth Home Run por haber sido líder de jonrones en las Ligas Mayores. Después que tuvo el prestigio del récord de jonrones, Sammy Sosa (que tenía pocos jonrones pero más carreras impulsada y bases robadas) ganó en 1998 el premio de Jugador más Valioso de la Liga Nacional y su contribución ayudó a los Cubs a llegar a los playoffs (Postemporada). Los Cardinals terminaron en 1998 en el tercer lugar de la división central de la Liga Nacional. Mucho crédito para la carrera de jonrones de Sosa-McGwire en 1998, con los cual salvaron al béisbol, porque ambos trajeron por las noticias a jóvenes aficionados y trajeron a viejos aficionados que se había alejado con la huelga en las Ligas Mayores de Béisbol en 1994-1995.

### Final de la carrera como jugador (1999-2001)
McGwire cuidó su alto nivel de producción ofensiva de 1998 hacia 1999 mientras alcanzaba o extendía varios récords importantes. Por cuarta temporada consecutiva, fue líder en las Ligas Mayores en jonrones con 65. Fue también su cuarta temporada consecutiva con al menos 50 jonrones, extendiendo su propio récord en las Ligas Mayores. Sosa, quién tuvo 63 jonrones en 1999, otra vez perdió con McGwire. Por lo tanto ellos fueron y han sido los únicos jugadores en la historia de las Ligas Mayores en dar 60 o más jonrones en temporadas consecutivas. También tiene un récord de 1998 a 1999 de jonrones en un período de dos temporadas con 135. Por lo tanto, es dueño del registro más alto de jonrones en cuatro temporadas con 245 de 1996 a 1999. En ese año, fue líder de carreras en la Liga Nacional con 147 teniendo solo 145 hits, el más alto productor de carreras para una temporada en la historia del béisbol.
Estadísticamente en el 2000 y 2001, los números de McGwire empezaron a declinar previos a los años en que empezó a tener lesiones (32 jonrones en 89 juegos y 29 jonrones en 97 juegos, respectivamente. Se retiró después de la temporada 2001.

## Carrera como entrenador de bateo: del 2010 al momento actual
Después de finalizar su carrera como jugador activo, McGwire demostró habilidad para entrenador, (entrenador) asistiendo personalmente a jugadores como Matt Holliday, Bobby Crosby y Skip Shumaker antes de aceptar un roll oficial como entrenador de bateo con un equipo de Ligas Mayores. El 26 de octubre de 2009, Tony La Russa, mánager de los Cardinals, confirmó a McGwire como el quinto entrenador de bateo en el club, reem´plazando a Hal McRae. McGwire recibió una ovación de pie previo al juego inaugural de los Cardinals el 12 de abril de 2010. En sus tres temporadas como entrenador de bateo de los Cardinals, tuvieron una prolífica ofensiva que los hicieron líderes de la Liga Nacional en porcentaje con hombres embasados y fueron segundos en carreras.
En noviembre del 2012, McGwire rechazó una extensión de contrato para regresar como entrenador de bateo con los Cardinals hasta la temporada 2013. Pero el aceptó un ofrecimiento para la misma posición con Los Angeles Dodgers, para estar más cerca de su esposa y sus cinco niños.
El 11 de junio de 2013, McGwire fue expulsado por primera vez como entrenador durante una pelea en la banca contra Arizona Diamondback (Coralillos o serpientes). Fue suspendido por dos juegos que iniciaron al día siguiente. 
El 2 de diciembre de 2015, fue nombrado el nuevo entrenador de banca para San Diego Padres.

## Honores, récords y logros
Probablemente, uno de los mejores bateadores de esta era. McGwire finalizó su carrera con 583 jonrones, siendo el quinto en la historia cuando se retiró. Cuando dio su jonrón 500 en su carrera en 1999, en 5 487 en su carrera, siendo las veces al bat más bajo en la historia de las Ligas Mayores. Fue líder en las Ligas Mayores en jonrones en cinco temporadas diferentes, incluida la de 1987 y cada temporada desde 1996 a 1999., siendo el más alto en cuatro temporadas en jonrones en la historia de las Ligas Mayores. En cada una de estas cuatro temporadas, rebasó los 50 jonrones, siendo el primer jugador en hacerlo. Fue también el primer jugador en dar 49 o más jonrones en cinco ocasiones incluida su temporada de novato del año en 1987. Con un promedio en su carrera en casa de 10.6 veces al bat, fue líder en la historia de las Ligas Mayores por la frecuencia de dar jonrones.
En el 2015, McGwire era dueño de tres de las cuatro temporadas con el promedio más alto de jonrones en veces al bat, que cubrió las temporadas de 1996, 1998 y 1999. Era actualmente el máximo líder en tres temporadas en la historia de MLB hasta que Barry Bonds rompió el récord de jonrones en la temporada del 2001. La temporada de 1997 McGwire era el lugar número 13. Es considerado uno de los jugadores más lentos al correr en el juego, McGwire tuvo pocos triples (seis) en un jugador que tenía 5 mil o más veces al bate, y solo tuvo 12 bases robadas siendo atrapado en ocho ocasiones.

### Honores y distinciones
En 1999, The Sporting News publicó una lista de los 100 mejores jugadores de béisbol. en la que aparece McGwire en el número 91. La lista fue compilada durante la temporada de 1998 incluyendo estadísticas de la temporada de 1997. Ese año fue elegido en el mejor equipo de béisbol de todos los tiempos (recibió poco votos que otro jugador seleccionado). En 2005, The Sporting News publicó otra actualización de su lista, y McGwire fue colocado en el número 84.
El desempeño de McGwire durante la votación de elección del Hall of Fame, estuvo experimentando un rezago desde la primera elección en el 2007. Para ser elegido necesita aparecer en el 75% de las boletas. Si falla por debajo del 5% el jugador puede ser considerado en el futuro. Entre 2007 y 2010 McGwire tuvo un desempeño que no varió recibiendo 128 votos (23.5%) en 2007, 128 (23.6%). En 2008, 118 votos (21.9%) y 128 votos (23.7%) en 2010. Las subsecuentes boletas en el 2011 mostraron el primer registro por debajo de 20% con un total de 115 votos (19.5%). Mientras el total de McGwire no tenga rasgo de reversibilidad (112 votos (19.5%) en 2012, 96 votos (16.9%) en 2013, 63 votos (11.0%) en 2014 y 55 votos (10.0%) en 2015, continuará recibiendo el suficiente apoyo y podría regresar por su última vez en las boletas del 2016.
Una parte de la Interstate 70 (Misuri) en St. Louis y cerca del Busch Stadium fue nombrada "Mark McGwire Highway" en honor a sus 80 jonrones y por sus buenos trabajos para la ciudad. En mayo de 2010, políticos que querían tener un éxito de temporada por parte del estado de St. Louis cambiaron el nombre de "Mark McGwire Highway" en un tramo de 5 millas de la Interstate 70 a "Mark Twain Highway".

### Emparejamientos con Canseco, Sosa y Bonds
McGwire fue famoso por sus emparejamientos con otros prominentes bateadores en diferentes períodos en su carrera de jugador, más notable con José Canseco, Sammy Sosa y Barry Bonds. Como miembros con Oakland Athletics, Canseco y McGwire jugaron juntos de 1986 hasta que Canseco fue negociado a Texas Rangers en 1992, siendo conocidos nacionalmente como los "Bash Brothers". Formaban en los Athletics una alineación poderosa de bateo, ganando espalda con espalda el Premio de Novato del Año de la Liga Americana en 1986-1987, combinando 11 apariciones en los Juegos de Estrellas (McGwire seis y Canseco cinco). tres títulos de jonrones en las Ligas Mayores (Canseco dos y McGwire uno). También se combinaron para dar 40 jonrones en cuatro temporadas, diez con temporadas de 30 jonrones, ocho con temporadas de 100 carreras impulsadas, cinco temporadas en un OPS sobre .900 y siete con un OPS+ de 148 o más alto.
Además de sus poderes de bateadores, fueron más peligrosos con McGwire en su zona de strike y con Canseco en la velocidad de las bases. En la temporada completa de 1987 a 1992, McGwire caminó no menos de 71 veces siendo líder en las Ligas Mayores con 110 en 1990. Mientras tanto, Canseco es famoso por ser el primer miembro del club 40-40 en 1988, consistente en 40 bases por bolas y 42 jonrones. También robó 15 o más bases en otras cuatro temporadas en los años que jugó con McGwire. Los A's aparecieron en tres con una racha de ALCS de 1988 a 1990 y ganaron cuatro títulos divisionales de la división este de la Liga Americana en todas las temporadas en que el par estuvieron con el equipo. Ambos ganaron su primera Serie Mundial en 1989, cuando los A's derrotaron a San Francisco Giants en la llamada inicialmente serie de la Bahía pero posteriormente es conocida como la serie del terremoto.
Después de estar en la histórica rivalidad de los Cubs-Cardinals, una de las grandes rivalidades individuales entre bateadores en la historia de la Liga comenzó en 1998 con Sosa y McGwire cuando se iba tras el récord de jonrones de Roger Maris. Solo con la cacería del récord de jonrones, se combinaron para varios récords y logros notables. No solo McGwire y Sosa llegaron a la cima de la Liga Nacional como jonroneros en 1998 y 1999, pero donde también estuvieron los dos en la cima de las Ligas Mayores. Fueron los dos más grandes en dos y en cuatro temporadas en la historia de las Ligas Mayores. En 1998 y 1999, McGwire dio su hit 135 mientras Sosa tenía 129. McGwire dio 245 jonrones de 1996 a 1999 y Sosa en cuatro años tuvo un total de 1998 a 2001 de 243.
Hasta aquí, McGwire y Sosa son los únicos bateadores con cuatro temporadas con 50 jonrones y también los únicos con cinco en dar 49 o más. McGwire tuvo dos temporadas con 60 jonrones. Sosa tuvo la distinción de ser el único bateador de Ligas Mayores con tres (1998, 1999 y 2001). Sosa ganó el MVP de la Liga Nacional en 1998 mientras McGwire fue finalista. La ofensiva ayudó al traslado a los playoffs para ambos clubes. Los Cubs ganaron el wild card (comodín) de la Liga Nacional en 1998 para su única aparición en ese período. Los Cardinales estuvieron mejor, apareciendo en los playoffs en el 2000 y 2001 y avanzando a las NLCS (series de campeonato de la Liga Nacional) en 2000. Pero, ningún club ganó la Serie Mundial en su momento, y 2000-01 fueron también las dos últimas temporadas de McGwire en su carrera de jugador, debido en parte a las lesiones, las cuales le restaron efectividad mostrada en años pasados.
Bonds tuvo rivalidad con McGwire, pero menos directamente que la rivalidad de McGwire con Sammy Sosa. Esta fue formal cuando se comentó el contrato que había firmado Bonds como agente libre con "Giants" previa a la temporada de 1993, siendo esta unión la rivalidad de Bay Bridge (Puente de la Bahía) que involucra a los A's y Giants. Ambos fueron considerados bateadores de poder de sus respectivos equipos y del Bay Area. Su conexión en Bay Area persistío hasta que McGwire fue cambiado a los Cardinals en 1997. Cuatro años más tarde, la última temporada en la carrera de McGwire, Bonds fue el centro de atracción en el mundo del béisbol cuando rompío el récord de jonrones de McGwire en una temporada. Es este momento, McGwire estaba participando en otra cacería de jonrones debido a su lesión y solo apareció en 97 juegos. En la Serie Mundial de 1989 entre A's y Giants, McGwire y Bonds nunca se vieron las caras en cada uno de los juegos de los playoffs, porque Bonds jugó para Pittsburgh Pirates en ese año. El playoff más cerrado para el par fue en el 2001 cuando los Cardinals finalizaron tres juegos arriba de los Giants para el wild card (comodín) de la Liga Nacional, eliminando a los Giants de la competencia por el playoff antes del final de la temporada.

## Uso de esteroides
En un artículo de Associated Press de 1998 de Steve Wilstein, McGwire confesó que había consumido androstenediona para el aumento del contorno muscular producto que fue prohibido por World Anti-Doping Agency (Agencia mundial antidopaje), la NFL y la IOC. En ese tiempo, el uso de esta sustancia, no estaba prohibida en las Ligas Mayores de Béisbol y no estaba clasificado federalmente como un esteroide anabólico en los Estados Unidos hasta el año 2004.
José Canseco publicó un libro: Juiced: Wild Times, Rampant 'Roids, Smash Hits & How Baseball Got Big, (Juzgando: tiempos salvajes, esteroides desenfrenados, ensalada de hits y ahora como ser grande en el béisbol) en el año 2005. El escribía en forma positiva acerca de los esteroides y hubo reclamaciones entre ellos, que McGwire había usado heredando su desempeño desde 1980 y que Canseco personalmente le había inyectado esteroides.
En el 2005, McGwire y Canseco estuvieron entre los 11 jugadores de béisbol y ejecutivos que tuvieron que testificar ante el Congreso de Estados Unidos en relación con salud y esteroides. Durante su testimonio del 17 de marzo de 2005. McGwire declinó responder las preguntas bajo juramento cuando apareció después en House Government Reform Committee. En una declaración llorosa, McGwire dijo:
" Me respondo como otro jugador a contestar preguntas acerca de quién tomó esteroides en frente de las cámaras de televisión pero no salva el problema. Si unjugador contesta 'No,' simplemente no se le está creyendo. Si el responde 'Sí' tendrá un riesgo público y terminará con investigación gubernamental... Mis licenciados me han advertido que no conteste este tipo de preguntas sin poner en peligro a mis amigos, mi familia y a mí mismo. Puede decir, por lo tanto, que he permanecido y sigue siendo un hecho, en este país como hombre, como un hombre que puede ser garantizado como inocente menos probable que culpable".
El 11 de enero de 2010, McGwire aceptó haber usado esteroides durante una década y dijo: "Deseo no haber tocado nunca los esteroides". Fui un tonto y cometí un error. Pido verdaderamente disculpas. Mirando hacia atrás, deseo que nunca hubiera jugado en la era de los esteroides. Admito haberlos utilizados de 1989/1990 al final de las temporadas y que después de estar lastimado en 1993. Admito haberlos usado en una ocasión a través de los 1990's, incluyendo durante la temporada de 1998. McGwire dijo que el usar esteroides le ayudó a recuperarse de sus lesiones.
La decisión de McGwire de admitir el uso de esteroides fue rápida lo cual le permitió llegar como entrenador de bateo a St. Louis Cardinals. De acuerdo con McGwire tomó esteroides por razones de salud, para recuperar su desempeño. Por lo tanto, un comerciante de este medicamento quién reclamó que le proveía los esteroides a McGwire aseguró que su uso fue para ganar tamaño y fuerza, más que para mantener su salud.

## Vida personal
El hermano de McGwire, Dan McGwire fue quarterback para Seattle Seahawks (Halcones Marinos de Seattle) y Miami Dolphins (Delfines de Miami) de la NFL en el inicio de la década de los 90's y fue elegido en la primera ronda de selección cuando salió de San Diego University. Tiene otro hermano, Jay McGwire, quien escribió un libro en el año 2010 detallando el uso compartido de los esteroides.
McGwire se casó con Stephanie Slemer - una antigua representante farmacéutica de ventas del área de St. Louis - en Las Vegas el 20 de abril de 2002. El 1 de junio del 2010, nacieron sus tres hijas: Monet Rose, Marlo Rose y Monroe Rose. Se unieron a sus hermanos Max y Mason. Residen en una comunidad muy cerrada en Shady Canyon Irvine, California. Juntos crearon Mark McGwire Foundation for Children que apoyan a las agencias que ayudan a los niños que han sido objeto de abusos sexuales y físicamente así como niñez en dificultad. Mark tiene un hijo, Matthew nacido en el año 1987 de un matrimonio previo (1984-1990) con Kathleen Hughes que terminó en divorcio.
Antes de admitir el uso de esteroides, McGwire evitó los medios de comunicación y su tiempo libre jugaba al golf. Trabajó como entrenador de bateo para jugadores de las ligas Mayores como Matt Holliday, Bobby Crosby, Chris Duncan y Skip Schumaker.
McGwire apareció como el mismo, en la temporada 7, episodio 13 de la serie Mad About You.
McGwire prestó su voz para un episodio de The Simpsons titulado "Brother´s Little Helper" (Una ayudadita de hermanos) donde actuó como el mismo.